# Wola Okrzejska
Wola Okrzejska [vɔla ɔkʂɛjska] es una aldea en el distrito administrativo de Krzywda, dentro del distrito de Łuków, Lublin, en el este de Polonia.

## Localización
Se encuentra aproximadamente a 8 kilómetros al suroeste de Krzywda, 26 km al suroeste de Łuków, y 64 km al noroeste de la capital de la región de Lublin. Está a una altitud de 176 m. sobre el nivel del mar.
El pueblo tiene una población de 927 habitantes (2009) y un museo de Henryk Sienkiewicz creado en 1965. 

## Personajes famosos
- Henryk Sienkiewicz, periodista y novelista polaco ganador del Premio Nobel en 1905.
- Lewis Bernstein Namier (Ludwik Niemirowski), historiador.